# Powiat Posen
Powiat Posen (niem. Kreis Posen, pol. powiat poznański) – niemiecki powiat istniejący w okresie od 1818 do 1887 r. na terenie prowincji poznańskiej.
Powiat Posen utworzono w 1818 r. W 1887 r. powiat uległ likwidacji, a ze wschodniej części utworzono powiat Posen-Ost, zaś z zachodniej powiat Posen-West.